# كارا وليامز
كارا وليامز (بالإنجليزية: Cara Williams)‏ هي ممثلة أمريكية، ولدت في 29 يونيو 1925 ببروكلين في الولايات المتحدة. بدأت مشوارها المهني سنة 1941.

## أعمال

### أفلام
- (1944) لورا
- (1958) المتحديان

## ترشيحات
- جائزة الأوسكار لأفضل ممثلة مساعدة، عن عمل: المتحديان (1958)

## وصلات خارجية
- كارا وليامز على موقع IMDb (الإنجليزية)
- كارا وليامز على موقع ألو سيني (الفرنسية)
- كارا وليامز على موقع تيرنر كلاسيك موفيز (الإنجليزية)
- كارا وليامز على موقع أول موفي (الإنجليزية)
- كارا وليامز على موقع قاعدة بيانات الأفلام السويدية (السويدية)
- كارا وليامز على موقع إن إن دي بي (الإنجليزية)
- كارا وليامز على موقع ديسكوغز (الإنجليزية)
- كارا وليامز على موقع قاعدة بيانات الفيلم (الإنجليزية)
- كارا وليامز على موقع كينوبويسك (الروسية)